# Eintracht Frankfurt 2001-2002
Questa voce raccoglie le informazioni riguardanti il Eintracht Frankfurt nelle competizioni ufficiali della stagione 2001-2002.

## Stagione
Nella stagione 2001-2002 l'Eintracht Francoforte, allenato da Martin Andermatt e Armin Kraaz, concluse il campionato di 2. Bundesliga al 7º posto. In Coppa di Germania l'Eintracht Francoforte fu eliminato agli ottavi di finale dall'Hertha Berlino.

## Rosa
| N. |                               | Ruolo | Calciatore              |
| -- | ----------------------------- | ----- | ----------------------- |
| 1  | Macedonia del Nord (bandiera) | P     | Oka Nikolov             |
| 2  | Austria (bandiera)            | C     | Gerd Wimmer             |
| 3  | Germania (bandiera)           | C     | Marco Gebhardt          |
| 4  | Germania (bandiera)           | D     | Andree Wiedener         |
| 5  | Rep. Ceca (bandiera)          | D     | Karel Rada              |
| 6  | Germania (bandiera)           | D     | Jens Rasiejewski        |
| 7  | Albania (bandiera)            | C     | Ervin Skela             |
| 8  | Germania (bandiera)           | D     | Michael Wenczel         |
| 9  | Polonia (bandiera)            | A     | Paweł Kryszałowicz      |
| 11 | Slovacchia (bandiera)         | C     | Peter Németh            |
| 12 | Corea del Sud (bandiera)      | D     | Jae-won Sim             |
| 13 | Germania (bandiera)           | D     | Uwe Bindewald           |
| 14 | Macedonia del Nord (bandiera) | A     | Saša Ćirić              |
| 15 | Rep. del Congo (bandiera)     | A     | Rolf-Christel Guié-Mien |
| 16 | Camerun (bandiera)            | D     | Serge Branco            |
| 18 | Germania (bandiera)           | C     | Michael Mutzel          |

| N. |                        | Ruolo | Calciatore         |
| -- | ---------------------- | ----- | ------------------ |
| 19 | Germania (bandiera)    | C     | Albert Streit      |
| 20 | Germania (bandiera)    | C     | Christoph Preuß    |
| 21 | Cina (bandiera)        | A     | Chen Yang          |
| 22 | Germania (bandiera)    | A     | Ralf Schmitt       |
| 23 | Nigeria (bandiera)     | C     | Stephen Famewo     |
| 24 | Germania (bandiera)    | C     | Alexander Schur    |
| 25 | Germania (bandiera)    | C     | Alexander Rosen    |
| 26 | Italia (bandiera)      | C     | Giuseppe Gemiti    |
| 27 | Italia (bandiera)      | C     | Giovanni Speranza  |
| 28 | Stati Uniti (bandiera) | C     | Jermaine Jones     |
| 29 | Croazia (bandiera)     | D     | Vladimir Maljkovic |
| 30 | Germania (bandiera)    | P     | Andreas Menger     |
| 31 | Germania (bandiera)    | P     | Daniel Haas        |
| 32 | Germania (bandiera)    | P     | Dirk Heinen        |
| 34 | Turchia (bandiera)     | A     | Yilmaz Örtülü      |

## Organigramma societario
Area tecnica
- Allenatore: Armin Kraaz
- Allenatore in seconda:
- Preparatore dei portieri:
- Preparatori atletici:

## Calciomercato

### Sessione estiva
| Acquisti | Acquisti          | Acquisti                         | Acquisti |
| R.       | Nome              | da                               | Modalità |
| -------- | ----------------- | -------------------------------- | -------- |
| D        | Erol Bulut        | Adanaspor                        |          |
| P        | Daniel Haas       | Eintracht Francoforte (juniores) |          |
| C        | Peter Németh      | Baník Ostrava                    |          |
| A        | Yilmaz Örtülü     | BFC Dynamo                       |          |
| C        | Alexander Rosen   | Osnabrück                        |          |
| C        | Ervin Skela       | Waldhof Mannheim                 |          |
| C        | Giovanni Speranza | Eintracht Francoforte (juniores) |          |
| D        | Michael Wenczel   | VfR Mannheim                     |          |

| Cessioni | Cessioni            | Cessioni                 | Cessioni |
| R.       | Nome                | da                       | Modalità |
| -------- | ------------------- | ------------------------ | -------- |
| C        | Frank Gerster       | Reutlingen               |          |
| D        | Torsten Kracht      | Karlsruhe                |          |
| D        | Alexander Kutschera | Xerez                    |          |
| C        | Markus Lösch        | Kickers Stoccarda        |          |
| P        | Christian Marggraf  | Eintracht Francoforte II |          |
| P        | Sven Schmitt        | Eintracht Francoforte II |          |
| C        | Thomas Sobotzik     | Rapid Vienna             |          |
| C        | Stefan Zinnow       | Waldhof Mannheim         |          |

### Sessione invernale
| Acquisti | Acquisti        | Acquisti     | Acquisti |
| R.       | Nome            | da           | Modalità |
| -------- | --------------- | ------------ | -------- |
| D        | Andree Wiedener | Werder Brema |          |

| Cessioni | Cessioni             | Cessioni        | Cessioni |
| R.       | Nome                 | da              | Modalità |
| -------- | -------------------- | --------------- | -------- |
| D        | Tommy Berntsen       | Lyn Oslo        |          |
| D        | Erol Bulut           | Paniōnios       |          |
| A        | Thomas Reichenberger | Energie Cottbus |          |

## Risultati

### 2. Bundesliga

#### Girone di andata
| Arbitro: | Fandel |

|                                |           |           |
| Yang 62’ Kryszałowicz 66’, 80’ | Marcatori | 16’ Weigl |

| Mannheim 6 agosto 2001, ore 20:15 CEST 2ª giornata | Waldhof Mannheim | 0 – 0 referto | Eintracht Francoforte | Carl-Benz-Stadion (17 000 spett.)\| Arbitro: \| Steinborn \| |
| Arbitro:                                           | Steinborn        |               |                       |                                                              |

| Arbitro: | Stachowiak |

|                     |           |  |
| Preuß 61’ Skela 81’ | Marcatori |  |

| Arbitro: | Weber |

|  |           |                                |
|  | Marcatori | 19’ Kryszałowicz 88’ Guié-Mien |

| Arbitro: | Fleischer |

|                           |           |                                 |
| Rada 30’ (aut.) Grimm 76’ | Marcatori | 24’ Kryszałowicz 42’, 59’ Skela |

| Arbitro: | Brych |

|  |           |                    |
|  | Marcatori | 47’, 73’ Reinhardt |

| Arbitro: | Weiner |

|           |           |          |
| Drsek 51’ | Marcatori | 13’ Yang |

| Arbitro: | Schmidt |

|                  |           |                                                         |
| Kryszałowicz 65’ | Marcatori | 10’ Surmann 54’ (rig.), 87’ (rig.) Azzouzi 88’ Everaldo |

| Arbitro: | Scheppe |

|  |           |                                           |
|  | Marcatori | 3’, 69’, 71’ (rig.) Kryszałowicz 58’ Yang |

| Arbitro: | Späker |

|                |           |                       |
| Skela 66’, 69’ | Marcatori | 28’ Caillas 79’ Diane |

| Arbitro: | Kinhöfer |

|  |           |                  |
|  | Marcatori | 63’ Kryszałowicz |

| Arbitro: | Wack |

|                  |           |  |
| Kryszałowicz 56’ | Marcatori |  |

| Arbitro: | Aust |

|               |           |           |
| Friedrich 78’ | Marcatori | 64’ Skela |

| Arbitro: | Keßler |

|                  |           |             |
| Kryszałowicz 30’ | Marcatori | 38’ Štefulj |

| Arbitro: | Voss |

|                            |           |                  |
| Beliakov 59’ Chiquinho 77’ | Marcatori | 78’ Kryszałowicz |

| Arbitro: | Anklam |

|                  |           |                         |
| Skela 49’ (rig.) | Marcatori | 34’ Arnold 57’ Feinbier |

| Arbitro: | Kircher |

|                          |           |                                        |
| Chałaśkiewicz 47’ (rig.) | Marcatori | 14’, 32’ Preuß 27’ (rig.) Kryszałowicz |

#### Girone di ritorno
| Arbitro: | Fröhlich |

|                       |           |                  |
| García 66’ Djappa 87’ | Marcatori | 21’ Kryszałowicz |

| Arbitro: | Gagelmann |

|                |           |                               |
| Ćirić 20’, 70’ | Marcatori | 48’ (rig.) Licht 67’ Everaldo |

| Arbitro: | Gräfe |

|  |           |                 |
|  | Marcatori | 80’ Rasiejewski |

| Arbitro: | Brych |

|                     |           |                        |
| Preuß 69’ Ćirić 75’ | Marcatori | 8’ Choji 80’ Kovačević |

| Arbitro: | Koop |

|                            |           |                |
| Ćirić 14’, 45’, 84’ (rig.) | Marcatori | 72’ Rothenbach |

| Arbitro: | Steinborn |

|                                              |           |                  |
| Dammeier 33’, 76’ Albayrak 46’ Brinkmann 78’ | Marcatori | 56’ (rig.) Ćirić |

| Arbitro: | Lange |

|                     |           |  |
| Ćirić 65’ Skela 90’ | Marcatori |  |

| Arbitro: | Weiner |

|                    |           |                  |
| Azzouzi 20’ (rig.) | Marcatori | 58’ (rig.) Ćirić |

| Arbitro: | Perl |

|                                |           |                        |
| Kryszałowicz 11’ Guié-Mien 74’ | Marcatori | 57’ Menze 86’ Đurković |

| Arbitro: | Strampe |

|                         |           |               |
| Ivanović 43’ Heeren 49’ | Marcatori | 89’ Bindewald |

| Arbitro: | Meyer |

|                                           |           |                        |
| Guié-Mien 20’ (rig.) Famewo 44’ Jones 76’ | Marcatori | 52’ Copado 66’ Seifert |

| Arbitro: | Fröhlich |

|                                        |           |  |
| Ristau 3’ Christiansen 45’ (rig.), 58’ | Marcatori |  |

| Francoforte sul Meno 8 aprile 2002, ore 20:15 CEST 30ª giornata | Eintracht Francoforte | 0 – 0 referto | Magonza | Waldstadion (21 500 spett.)\| Arbitro: \| Albrecht \| |
| Arbitro:                                                        | Albrecht              |               |         |                                                       |

| Arbitro: | Kircher |

|             |           |                     |
| N'Diaye 10’ | Marcatori | 16’ Ćirić 32’ Schur |

| Arbitro: | Gräfe |

|                             |           |                            |
| Kryszałowicz 27’ Streit 59’ | Marcatori | 32’ Chiquinho 88’ Beliakov |

| Arbitro: | Kammerer |

|  |           |          |
|  | Marcatori | 83’ Yang |

| Arbitro: | Fleischer |

|          |           |           |
| Yang 33’ | Marcatori | 27’ Kampf |

### Coppa di Germania
| Arbitro: | Koop |

|  |           |                   |
|  | Marcatori | 118’ (rig.) Skela |

| Arbitro: | Margenberg |

|                                |                      |                                         |
| Mamoum 19’ Kern 46’, 65’       | Marcatori            | 45’, 72’, 90’ Ćirić                     |
| Schierenbeck Schulz Kern Borel | Tiri di rigore 2 – 4 | Kryszałowicz Ćirić Rada Skela Bindewald |

| Arbitro: | Sippel |

|          |           |                        |
| Yang 22’ | Marcatori | 76’ Šimunić 96’ Dárdai |

## Statistiche

### Statistiche di squadra
| Competizione      | Punti | In casa | In casa | In casa | In casa | In casa | In casa | In trasferta | In trasferta | In trasferta | In trasferta | In trasferta | In trasferta | Totale | Totale | Totale | Totale | Totale | Totale | DR |
| Competizione      | Punti | G       | V       | N       | P       | Gf      | Gs      | G            | V            | N            | P            | Gf           | Gs           | G      | V      | N      | P      | Gf     | Gs     | DR |
| ----------------- | ----- | ------- | ------- | ------- | ------- | ------- | ------- | ------------ | ------------ | ------------ | ------------ | ------------ | ------------ | ------ | ------ | ------ | ------ | ------ | ------ | -- |
| 2. Bundesliga     | 54    | 17      | 6       | 8       | 3       | 28      | 24      | 17           | 8            | 4            | 5            | 24           | 20           | 34     | 14     | 12     | 8      | 52     | 44     | +8 |
| Coppa di Germania | -     | 1       | 0       | 0       | 1       | 1       | 2       | 2            | 1            | 1            | 0            | 4            | 3            | 3      | 1      | 1      | 1      | 5      | 5      | 0  |
| Totale            | 54    | 18      | 6       | 8       | 4       | 29      | 26      | 19           | 9            | 5            | 5            | 28           | 23           | 37     | 15     | 13     | 9      | 57     | 49     | +8 |

### Andamento in campionato
| Giornata  | 1 | 2 | 3 | 4 | 5 | 6 | 7 | 8 | 9 | 10 | 11 | 12 | 13 | 14 | 15 | 16 | 17 | 18 | 19 | 20 | 21 | 22 | 23 | 24 | 25 | 26 | 27 | 28 | 29 | 30 | 31 | 32 | 33 | 34 |
| --------- | - | - | - | - | - | - | - | - | - | -- | -- | -- | -- | -- | -- | -- | -- | -- | -- | -- | -- | -- | -- | -- | -- | -- | -- | -- | -- | -- | -- | -- | -- | -- |
| Luogo     | C | T | C | T | T | C | T | C | T | C  | T  | C  | T  | C  | T  | C  | T  | T  | C  | T  | C  | C  | T  | C  | T  | C  | T  | C  | T  | C  | T  | C  | T  | C  |
| Risultato | V | N | V | V | V | P | N | P | V | N  | V  | V  | N  | N  | P  | P  | V  | P  | N  | V  | N  | V  | P  | V  | N  | N  | P  | V  | P  | N  | V  | N  | V  | N  |
| Posizione | 2 | 6 | 2 | 1 | 1 | 2 | 6 | 7 | 6 | 5  | 4  | 4  | 4  | 4  | 4  | 5  | 4  | 5  | 6  | 5  | 6  | 5  | 6  | 6  | 7  | 7  | 7  | 7  | 7  | 7  | 7  | 7  | 7  | 7  |

Legenda:

Luogo: C = Casa; T = Trasferta. Risultato: V = Vittoria; N = Pareggio; P = Sconfitta.

### Statistiche dei giocatori
| Giocatore        | 2. Bundesliga | 2. Bundesliga | 2. Bundesliga | 2. Bundesliga | Coppa di Germania | Coppa di Germania | Coppa di Germania | Coppa di Germania | Totale   | Totale | Totale      | Totale     |
| Giocatore        | Presenze      | Reti          | Ammonizioni   | Espulsioni    | Presenze          | Reti              | Ammonizioni       | Espulsioni        | Presenze | Reti   | Ammonizioni | Espulsioni |
| ---------------- | ------------- | ------------- | ------------- | ------------- | ----------------- | ----------------- | ----------------- | ----------------- | -------- | ------ | ----------- | ---------- |
| U. Bindewald     | 27            | 1             | 6             | 0             | 3                 | 0                 | 2                 | 0                 | 30       | 1      | 8           | 0          |
| S. Branco        | 7             | 0             | 2             | 0             | 1                 | 0                 | 0                 | 0                 | 8        | 0      | 2           | 0          |
| S. Famewo        | 3             | 1             | 0             | 0             | 0                 | 0                 | 0                 | 0                 | 3        | 1      | 0           | 0          |
| M. Gebhardt      | 15            | 0             | 3             | 0             | 1                 | 0                 | 0                 | 0                 | 16       | 0      | 3           | 0          |
| G. Gemiti        | 12            | 0             | 0             | 0             | 1                 | 0                 | 0                 | 0                 | 13       | 0      | 0           | 0          |
| R. Guié-Mien     | 25            | 3             | 1             | 0             | 3                 | 0                 | 0                 | 0                 | 28       | 3      | 1           | 0          |
| D. Haas          | 0             | 0             | 0             | 0             | 0                 | 0                 | 0                 | 0                 | 0        | 0      | 0           | 0          |
| D. Heinen        | 15            | 0             | 0             | 0             | 3                 | 0                 | 0                 | 0                 | 18       | 0      | 0           | 0          |
| J. Jones         | 22            | 1             | 5             | 1             | 2                 | 0                 | 2                 | 0                 | 24       | 1      | 7           | 1          |
| P. Kryszałowicz  | 30            | 16            | 6             | 0             | 2                 | 0                 | 1                 | 0                 | 32       | 16     | 7           | 0          |
| V. Maljkovic     | 0             | 0             | 0             | 0             | 0                 | 0                 | 0                 | 0                 | 0        | 0      | 0           | 0          |
| A. Menger        | 0             | 0             | 0             | 0             | 0                 | 0                 | 0                 | 0                 | 0        | 0      | 0           | 0          |
| M. Mutzel        | 12            | 0             | 0             | 0             | 0                 | 0                 | 0                 | 0                 | 12       | 0      | 0           | 0          |
| O. Nikolov       | 19            | 0             | 1             | 0             | 0                 | 0                 | 0                 | 0                 | 19       | 0      | 1           | 0          |
| P. Németh        | 13            | 0             | 6             | 0             | 2                 | 0                 | 1                 | 0                 | 15       | 0      | 7           | 0          |
| C. Preuß         | 31            | 4             | 4             | 0             | 3                 | 0                 | 1                 | 0                 | 34       | 4      | 5           | 0          |
| K. Rada          | 27            | 0             | 3             | 1             | 3                 | 0                 | 1                 | 0                 | 30       | 0      | 4           | 1          |
| J. Rasiejewski   | 24            | 1             | 4             | 1             | 3                 | 0                 | 1                 | 0                 | 27       | 1      | 5           | 1          |
| T. Reichenberger | 5             | 0             | 0             | 0             | 1                 | 0                 | 0                 | 0                 | 6        | 0      | 0           | 0          |
| A. Rosen         | 3             | 0             | 0             | 0             | 0                 | 0                 | 0                 | 0                 | 3        | 0      | 0           | 0          |
| R. Schmitt       | 0             | 0             | 0             | 0             | 0                 | 0                 | 0                 | 0                 | 0        | 0      | 0           | 0          |
| A. Schur         | 19            | 1             | 5             | 1             | 1                 | 0                 | 1                 | 0                 | 20       | 1      | 6           | 1          |
| J. Sim           | 19            | 0             | 5             | 0             | 2                 | 0                 | 0                 | 0                 | 21       | 0      | 5           | 0          |
| E. Skela         | 29            | 8             | 1             | 0             | 3                 | 1                 | 0                 | 0                 | 32       | 9      | 1           | 0          |
| G. Speranza      | 2             | 0             | 0             | 0             | 0                 | 0                 | 0                 | 0                 | 2        | 0      | 0           | 0          |
| A. Streit        | 17            | 1             | 2             | 0             | 1                 | 0                 | 0                 | 0                 | 18       | 1      | 2           | 0          |
| M. Wenczel       | 5             | 0             | 0             | 0             | 1                 | 0                 | 0                 | 0                 | 6        | 0      | 0           | 0          |
| A. Wiedener      | 14            | 0             | 5             | 0             | 0                 | 0                 | 0                 | 0                 | 14       | 0      | 5           | 0          |
| G. Wimmer        | 28            | 0             | 5             | 0             | 2                 | 0                 | 0                 | 1                 | 30       | 0      | 5           | 1          |
| C. Yang          | 29            | 5             | 7             | 0             | 2                 | 1                 | 0                 | 0                 | 31       | 6      | 7           | 0          |
| Y. Örtülü        | 1             | 0             | 0             | 0             | 0                 | 0                 | 0                 | 0                 | 1        | 0      | 0           | 0          |
| S. Ćirić         | 16            | 10            | 1             | 0             | 2                 | 3                 | 0                 | 0                 | 18       | 13     | 1           | 0          |